# Тайные соперники
«Тайные соперники» (кит. трад. 南拳北腿, палл. Нань цюань бэй туй, буквально: «Южный Кулак, Северная Нога», англ. The Secret Rivals) — фильм с боевыми искусствами режиссёра и сценариста Ын Сиюня, с участием Лю Чжунлян, Ван Дао и Хван Чжон Ри. Съёмки фильма проходили в Южной Корее. Первоначально картина была выпущена в Южной Корее в 1975 году, и только потом, в 1976, её премьера состоялась в Гонконге.

## Сюжет
Шао Ифэй по прозвищу Северная Нога путешествует по всему Китаю, чтобы найти человека, виновного в смерти его родителей. Виновником является не кто иной, как Серебряный Лис, бандит и эксперт по боевым искусствам, которого все боятся. В поле зрения Лиса попадает Шэн Инвэй по прозвищу Южный Кулак, который является тайным правительственным агентом. Спустя некоторое время Южный Кулак и Северная Нога обнаруживают, что Лис — их общая цель, и что поодиночке они ему не ровня. Два героя должны объединить свои силы, так как это единственный способ добиться успеха в наказании их общего могучего противника.

## В ролях
| Актёр        | Роль                    |
| ------------ | ----------------------- |
| Лю Чжунлян   | Северная Нога Сяо Юйфэй |
| Ван Дао      | Южный Кулак Шэнь Инвэй  |
| Ё Су Чин     | Цзинь Цзин-цзин         |
| Нань Гунсюнь | Лун Лунь                |
| Хван Чжон Ри | Серебряный Лис          |
| И Йе Мин     | Хо                      |
| Нам Чхун Иль | Ло Гун                  |
| Чон Хо Джин  | Пак Со Джэ              |
| Ким Гван Иль |                         |

Хван Чжон Ри указан в титрах как Хуан Тайчжу (кит. 黃泰珠, англ. Huang Tai Chu).

## Съёмочная группа
- Кинокомпания: Seasonal Film Corporation
- Продюсер: Ын Сиюнь
- Режиссёр: Ын Сиюнь
- Ассистент режиссёра: Чэнь Хуа, Чжан Цюань, Хо Тхиньсин
- Сценарист: Ын Сиюнь, Тун Лу
- Постановка боёв: Томми Ли, Ричард Чён
- Художник: Джонатан Тин
- Композитор: Чау Фуклён
- Оператор: Чжан Ци
- Монтажёр: Сун Мин, Пхунь Хун